# Fred Warngård
Fred Warngård, właśc. Oskar Alfred Daniel Warngård (ur. 9 maja 1907 w Västra Ingelstad, zm. 23 maja 1950 w Malmö) – szwedzki lekkoatleta (młociarz), medalista olimpijski z 1936.
Zdobył brązowy medal w rzucie młotem na igrzyskach olimpijskich w 1936 w Berlinie, za reprezentantami Niemiec Karlem Heinem i Erwinem Blaskiem. Ustanowił wówczas rekord Szwecji wynikiem 54,83 m.
Był mistrzem Szwecji w rzucie młotem w 1936 i 1938 oraz w rzucie ciężarem w 1936 i 1939. Zdobył również mistrzostwo Wielkiej Brytanii (AAA) w rzucie młotem w 1935.